# ناحیه راهه
ناحیه راهه از سال ۲۰۰۹ زیرمجموعه‌ای از اوستروبوتنیای شمالی و یکی از ناحیه‌ها در فنلاند است.

## شهرداری‌ها
| نشان ملی          | شهرداری            |
| ----------------- | ------------------ |
| Pyhäjoen vaakuna  | پوهه‌یوکی (شهرداری) |
| Raahen vaakuna    | راهه (شهر)         |
| Siikajoen vaakuna | سیکایوکی (شهرداری) |